# Інджія

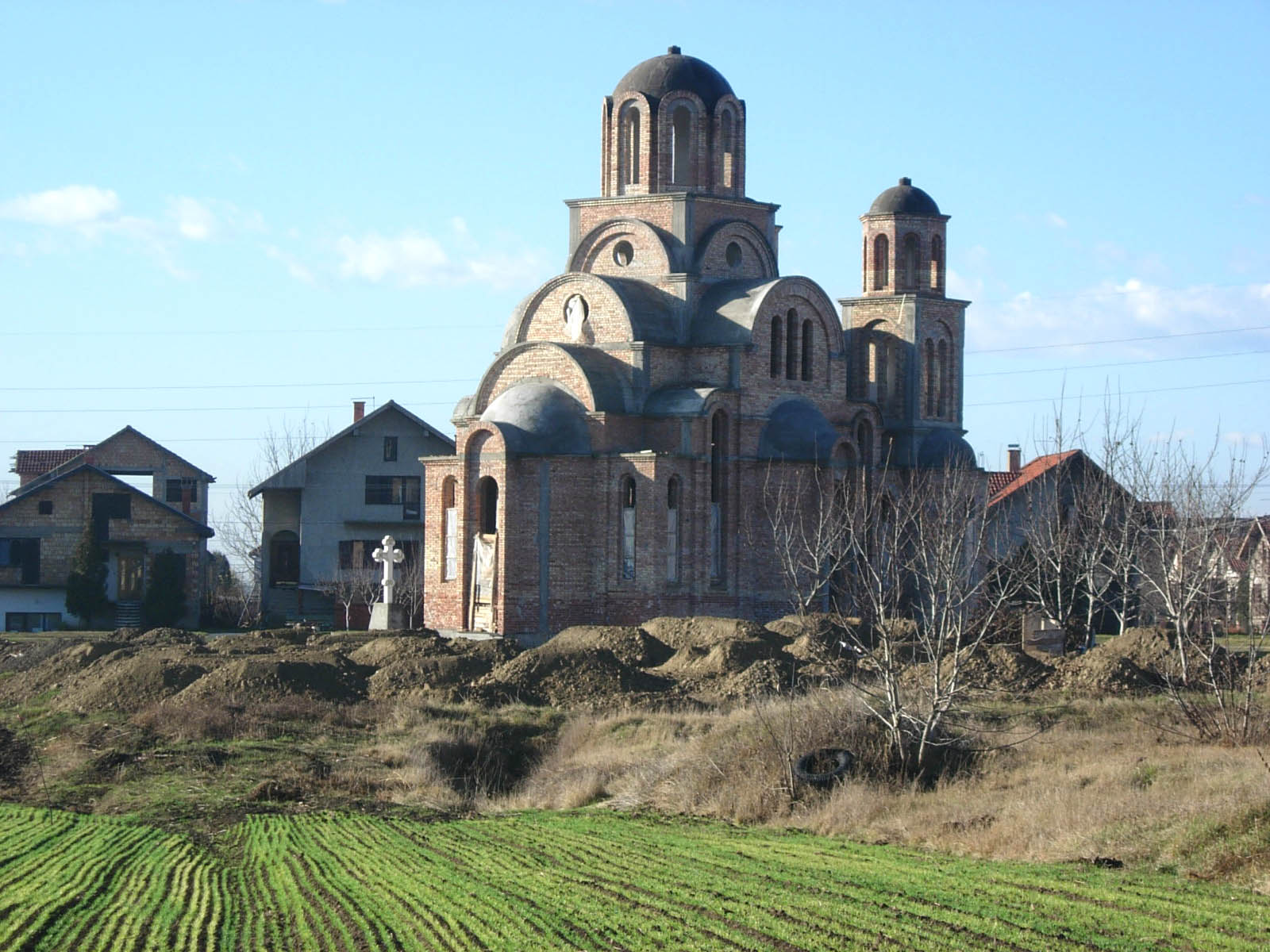

Інджія (серб. Инђија, Inđija) — місто в Сербії, регіон Воєводина. Населення становить близько 50 тисяч чоловік (з агломерацією).

## Національні групи
- Серби (86.58%)
- Хорвати (3.31%)
- Югослави (1.69%)
- Українці (1.42%)
- Угорці (0.83%)
- та інші